# Iona Andronow
Iona Ionowicz Andronow, ros. Иона Ионович Андронов (ur. 19 marca 1934 w Leningradzie, zm. 7 października 2024 w Moskwie) – radziecki dziennikarz, pisarz, publicysta i scenarzysta filmowy.
Od 1989 współprzewodniczący Komitetu ds. Uwolnienia Jeńców Radzieckich w Afganistanie. Od 1991 do 1993 wiceprzewodniczący Rady Najwyższej Federacji Rosyjskiej ds. Polityki Zagranicznej i Współpracy Gospodarczej z Zagranicą.